# Rodrigo de Torres
Rodrigo de Torres y Morales, primer marqués de Matallana, (Guadalajara, España; 6 de abril de 1687 - Madrid, España; 14 de diciembre de 1755) fue un marino español y almirante de la Armada Española.

## Carrera
Comienza su vida de marino en las galeras de Malta luchando contra la piratería del Mediterráneo, después pasó a Sicilia con el rango de teniente siendo más tarde ascendido a capitán de compañía. Durante este periodo ya realiza sus primeras presas.
En 1713 regresa a España, para servir del lado de Felipe V, en la guerra de Secesión española. Participa en el sitio de Barcelona donde conquista varias naves enemigas. Más tarde interviene en un combate naval con dos goletas enemigas, es herido y cae prisionero. Será prisionero durante casi un año en Mallorca hasta que la isla es conquistada por el bando borbónico.
Acabada la contienda favorable para el bando borbónico participa en la Toma de Cerdeña en la escuadra de Esteban de Mari y el general marqués de Lede. Regresa a España y parte para La Habana, de la que regresa pronto. Participa en un combate naval en el cabo de Gata con dos navíos holandeses que son puestos en fuga. En este combate falleció Antonio Hermenegildo de Barrutia, primer guardia marina español muerto en combate. También participa en la expedición a Sicilia, salvándose su nave de ser destruida en la batalla del cabo Passaro por encontrarse en posición adelantada.
En 1719 regresa a Cádiz y se incorpora a la escuadra de Baltasar Vélez de Guevara que parte para Escocia para apoyar un levantamiento en favor de los Estuardos, la escuadra es desarbolada por los temporales. A finales de ese año, a la altura del cabo San Vicente, se enfrenta a la escuadra de Philip Cavendish consiguiendo que la escuadra inglesa se retire.
En 1720 es ascendido a capitán de navío, y se le concede el mando del navío Catalán. Vuelve al Caribe para encontrarse con la armada de Baltasar Vélez de Guevara. En La Habana se enfrenta a cuatro navíos ingleses mandados por Vernon y que son puestos en fuga.
En 1724 es nombrado jefe de escuadra y puesto al frente de la Armada de Barlovento hasta 1727, año en que regresa a España con la armada de Antonio de Gaztañeta, logrando burlar una escuadra inglesa. Al llegar a España se pone al mando de una escuadra que marcha al Canal de la Mancha donde hace diversas presas. En los siguientes años realiza diversos viajes a América para, en 1731, formar parte como tercer jefe de escuadra de la armada que manda el marqués Esteban de Mari sobre Italia para defender los derechos del Infante Carlos sobre Parma y la Toscana. 
En 1733 vuelve a América, y está al mando de una importante flota cargada de caudales que se pierde en las Bahamas. A pesar de ello, a su regreso a España un año más tarde es ascendido a Teniente General. De 1735 a 1737 es puesto a cargo del departamento de Cádiz así como miembro de la junta del Almirantazgo.
Al comenzar la guerra del Asiento se pone al frente de una escuadra con el que realiza diversas acciones de importancia, especialmente traer una flota cargada de caudales a España. Antes de acabada la contienda es sustituido por el comandante Andrés Reggio.

## Enlaces
- Biografía de don Rodrigo de Torres

- Datos: Q6110866